# Crenuchus spilurus
De bronzalm (Crenuchus spilurus) is een straalvinnige vissensoort uit de familie van de grondzalmen (Crenuchidae). De wetenschappelijke naam van de soort is voor het eerst geldig gepubliceerd in 1863 door Günther. De Spilurus is de enige soort binnen het Crenuchus geslacht. De soort wordt ook wel Zeilvin Tetra genoemd.

## Verspreiding en leefgebied
Het verspreidingsgebied is groot. De soort komt voor in Guyana, Suriname, Peru en Frans-Guyana in het stroomgebied van de Amazone en de Orinoco. Ze bewonen daar stroompjes, riviertjes en kreekjes en in het regenseizoen de ondergelopen bosgronden. Het water is daar zeer zacht en zwak-zuur. De soort is niet heel zeldzaam in het wild maar door hun solitaire territoriale gedrag komen ze nergens in grote aantallen voor.

## Uiterlijk
Het mannetje wordt ongeveer 8 cm lang, het vrouwtje blijft wat kleiner. De kleur varieert maar de basiskleur is roodachtig bruin. Het volwassen mannetje heeft een vergrote rugvin en aarsvin en is vaak feller gekleurd dan de vrouwtjes. De vinnen zijn gespikkeld gekleurd. Het verspreidingsgebied van de soort is groot en per locatie is er een verschil mogelijk in de kleuren.

## Gedrag
Het is een tamelijk rustige, enigszins schuwe vis die verscholen leeft en van schuilplaatsen houdt. Deze soort leeft niet in scholen maar solitair. Mannetjes zijn ten opzichte van soortgenoten dominant en een territorium wordt verdedigd. Het voedsel bestaat voornamelijk uit kleine ongewervelde dieren zoals larven van eendagsvliegen of roeipootkreeftjes. Wanneer volwassen mannetjes samenkomen kunnen rituele gevechten plaatsvinden, maar deze resulteren niet in verwondingen. De paring vindt plaats in de avond of nacht. Per bevruchtingsproces worden een tot drie bruinrode eieren aan het plafond van de schuilplaats bevestigd. Een legsel kan in totaal 20 tot 60 eieren bevatten. De vader zorgt voor het broedsel door potentiële broedroofdieren weg te jagen. Bij 25 graden Celsius komen de larven na ongeveer 2 dagen uit, maar blijven aanvankelijk met een draadje aan het plafond van de broedholte vastzitten. Ongeveer drie dagen later spoelt het mannetje het nageslacht met zijn vinnen uit het asiel en maakt daarmee een einde aan zijn zorg.

## Aquarium
De bronzalm is een rustige maar schuwe vis die door deze eigenschap eigenlijk minder voor een gezelschapsaquarium geschikt is. De soort kan beter niet worden samengehouden met snelle onrustige vissen. De bronzalm houdt van een donker aquarium met veel schuilplaatsen. De beste watertemperatuur is 24 °C tot 28 graden. In het aquarium bevolken ze de onderste en middelste waterlagen. Ze zijn goed te houden in een aquarium vanaf ongeveer 60 cm met veel hout, takken, rotsen en waterplanten en gedempt licht. De aanvankelijk timide vissen zullen zich dan al snel krachtiger manifesteren. De kleur wordt dan vaak diep donkerroodbruin. Voeding met levend voer zoals tubifex en muggenlarven maar ook droogvoer wordt geaccepteerd.
Ze kunnen eventueel worden samengehouden met rustige Characidae soorten of maanvissen en met meervallen van de familie Callichthyidae